# Hopman Cup 2003
La Hopman Cup 2003 è stata la 15ª edizione della Hopman Cup, torneo di tennis riservato a squadre miste.
Vi hanno partecipato 8 squadre di tutti i continenti e si è disputata al Burswood Entertainment Complex di Perth in Australia, dal 28 dicembre 2002 al 4 gennaio 2003. La vittoria è andata alla coppia statunitense formata da Serena Williams e James Blake,
che hanno battuto la coppia dell'Australia formata da Alicia Molik e Lleyton Hewitt.

## Play-off

### Uzbekistan vs. Paraguay
| Uzbekistan 2 | Burswood Entertainment Complex, Perth 28 dicembre 2002 - 4 gennaio 2003 Cemento indoor | Burswood Entertainment Complex, Perth 28 dicembre 2002 - 4 gennaio 2003 Cemento indoor | Paraguay 1 |     |   |  |
| \| \| \| \| 1 \| 2 \| 3 \| \| \| - \| \| --------------------------------------------------------------------- \| --- \| --- \| - \| \| \| 1 \| \| Iroda Tulyaganova Rossana de los Ríos \| 4 6 \| 2 6 \| \| \| \| 2 \| \| Oleg Ogorodov Ramón Delgado \| 7 5 \| 6 3 \| \| \| \| 3 \| \| Iroda Tulyaganova / Oleg Ogorodov Rossana de los Ríos / Ramón Delgado \| 6 4 \| 7 6 \| \| \| |                                                                                        |                                                                                        |            |     |   |  |
| |                                                                                        |                                                                                        | 1          | 2   | 3 |  |
| 1 | Uzbekistan (bandiera) · Paraguay (bandiera)                                            | Iroda Tulyaganova Rossana de los Ríos                                                  | 4 6        | 2 6 |   |  |
| 2 | Uzbekistan (bandiera) · Paraguay (bandiera)                                            | Oleg Ogorodov Ramón Delgado                                                            | 7 5        | 6 3 |   |  |
| 3 | Uzbekistan (bandiera) · Paraguay (bandiera)                                            | Iroda Tulyaganova / Oleg Ogorodov Rossana de los Ríos / Ramón Delgado                  | 6 4        | 7 6 |   |  |

## Gruppo A

### Classifica
- Belgio - Kim Clijsters and Xavier Malisse (round robin vittorie-sconfitte: 2-1; match vittorie-sconfitte: 6-3)
- Spagna - Virginia Ruano Pascual and Tommy Robredo (round robin vittorie-sconfitte 1-2; match vittorie-sconfitte: 3-6)
- Paraguay - Rossana de los Ríos and Ramón Delgado (round robin vittorie-sconfitte: 0-1; match vittorie-sconfitte: 1-2)
- Stati Uniti - Serena Williams and James Blake (round robin vittorie-sconfitte: 3-0; match vittorie-sconfitte: 8-1)
- Uzbekistan - Iroda Tulyaganova and Oleg Ogorodov (round robin vittorie-sconfitte: 1-3; match vittorie-sconfitte: 3-9)

### Belgio vs. Spagna
| Belgio 2 | Burswood Entertainment Complex, Perth 28 dicembre 2002 - 4 gennaio 2003 Cemento indoor | Burswood Entertainment Complex, Perth 28 dicembre 2002 - 4 gennaio 2003 Cemento indoor | Spagna 1 |     |     |  |
| \| \| \| \| 1 \| 2 \| 3 \| \| \| - \| \| --------------------------------------------------------------------- \| --- \| --- \| --- \| \| \| 1 \| \| Kim Clijsters Virginia Ruano Pascual \| 6 1 \| 6 0 \| \| \| \| 2 \| \| Xavier Malisse Tommy Robredo \| 6 7 \| 6 3 \| 3 6 \| \| \| 3 \| \| Kim Clijsters / Xavier Malisse Virginia Ruano Pascual / Tommy Robredo \| 2 6 \| 7 5 \| 7 6 \| \| |                                                                                        |                                                                                        |          |     |     |  |
| |                                                                                        |                                                                                        | 1        | 2   | 3   |  |
| 1 | Belgio (bandiera) · Spagna (bandiera)                                                  | Kim Clijsters Virginia Ruano Pascual                                                   | 6 1      | 6 0 |     |  |
| 2 | Belgio (bandiera) · Spagna (bandiera)                                                  | Xavier Malisse Tommy Robredo                                                           | 6 7      | 6 3 | 3 6 |  |
| 3 | Belgio (bandiera) · Spagna (bandiera)                                                  | Kim Clijsters / Xavier Malisse Virginia Ruano Pascual / Tommy Robredo                  | 2 6      | 7 5 | 7 6 |  |

### Belgio vs. Uzbekistan
| Belgio 3 | Burswood Entertainment Complex, Perth 28 dicembre 2002 - 4 gennaio 2003 Cemento indoor | Burswood Entertainment Complex, Perth 28 dicembre 2002 - 4 gennaio 2003 Cemento indoor | Uzbekistan 0 |     |     |  |
| \| \| \| \| 1 \| 2 \| 3 \| \| \| - \| \| ---------------------------------------------------------------- \| --- \| --- \| --- \| \| \| 1 \| \| Kim Clijsters Iroda Tulyaganova \| 6 3 \| 6 2 \| \| \| \| 2 \| \| Xavier Malisse Oleg Ogorodov \| 6 3 \| 6 7 \| 6 2 \| \| \| 3 \| \| Kim Clijsters / Xavier Malisse Iroda Tulyaganova / Oleg Ogorodov \| 6 1 \| 6 1 \| \| \| |                                                                                        |                                                                                        |              |     |     |  |
| |                                                                                        |                                                                                        | 1            | 2   | 3   |  |
| 1 | Belgio (bandiera) · Uzbekistan (bandiera)                                              | Kim Clijsters Iroda Tulyaganova                                                        | 6 3          | 6 2 |     |  |
| 2 | Belgio (bandiera) · Uzbekistan (bandiera)                                              | Xavier Malisse Oleg Ogorodov                                                           | 6 3          | 6 7 | 6 2 |  |
| 3 | Belgio (bandiera) · Uzbekistan (bandiera)                                              | Kim Clijsters / Xavier Malisse Iroda Tulyaganova / Oleg Ogorodov                       | 6 1          | 6 1 |     |  |

### Spagna vs. Uzbekistan
| Spagna 2 | Burswood Entertainment Complex, Perth 28 dicembre 2002 - 4 gennaio 2003 Cemento indoor | Burswood Entertainment Complex, Perth 28 dicembre 2002 - 4 gennaio 2003 Cemento indoor | Uzbekistan 1 |     |   |  |
| \| \| \| \| 1 \| 2 \| 3 \| \| \| - \| \| ------------------------------------------------------------------------ \| --- \| --- \| - \| \| \| 1 \| \| Virginia Ruano Pascual Iroda Tulyaganova \| 6 7 \| 0 6 \| \| \| \| 2 \| \| Tommy Robredo Oleg Ogorodov \| 6 0 \| 6 4 \| \| \| \| 3 \| \| Virginia Ruano Pascual / Tommy Robredo Iroda Tulyaganova / Oleg Ogorodov \| 6 2 \| 6 4 \| \| \| |                                                                                        |                                                                                        |              |     |   |  |
| |                                                                                        |                                                                                        | 1            | 2   | 3 |  |
| 1 | Spagna (bandiera) · Uzbekistan (bandiera)                                              | Virginia Ruano Pascual Iroda Tulyaganova                                               | 6 7          | 0 6 |   |  |
| 2 | Spagna (bandiera) · Uzbekistan (bandiera)                                              | Tommy Robredo Oleg Ogorodov                                                            | 6 0          | 6 4 |   |  |
| 3 | Spagna (bandiera) · Uzbekistan (bandiera)                                              | Virginia Ruano Pascual / Tommy Robredo Iroda Tulyaganova / Oleg Ogorodov               | 6 2          | 6 4 |   |  |

### Stati Uniti vs. Belgio
| Stati Uniti 2 | Burswood Entertainment Complex, Perth 28 dicembre 2002 - 4 gennaio 2003 Cemento indoor | Burswood Entertainment Complex, Perth 28 dicembre 2002 - 4 gennaio 2003 Cemento indoor | Belgio 1 |     |     |  |
| \| \| \| \| 1 \| 2 \| 3 \| \| \| - \| \| ------------------------------------------------------------ \| --- \| --- \| --- \| \| \| 1 \| \| Serena Williams Kim Clijsters \| 7 5 \| 6 3 \| \| \| \| 2 \| \| James Blake Xavier Malisse \| 6 7 \| 2 6 \| \| \| \| 3 \| \| Serena Williams / James Blake Kim Clijsters / Xavier Malisse \| 7 6 \| 3 6 \| 7 6 \| \| |                                                                                        |                                                                                        |          |     |     |  |
| |                                                                                        |                                                                                        | 1        | 2   | 3   |  |
| 1 | Stati Uniti (bandiera) · Belgio (bandiera)                                             | Serena Williams Kim Clijsters                                                          | 7 5      | 6 3 |     |  |
| 2 | Stati Uniti (bandiera) · Belgio (bandiera)                                             | James Blake Xavier Malisse                                                             | 6 7      | 2 6 |     |  |
| 3 | Stati Uniti (bandiera) · Belgio (bandiera)                                             | Serena Williams / James Blake Kim Clijsters / Xavier Malisse                           | 7 6      | 3 6 | 7 6 |  |

### Stati Uniti vs. Spagna
| Stati Uniti 3 | Burswood Entertainment Complex, Perth 28 dicembre 2002 - 4 gennaio 2003 Cemento indoor | Burswood Entertainment Complex, Perth 28 dicembre 2002 - 4 gennaio 2003 Cemento indoor | Spagna 0 |     |   |  |
| \| \| \| \| 1 \| 2 \| 3 \| \| \| - \| \| -------------------------------------------------------------------- \| --- \| --- \| - \| \| \| 1 \| \| Serena Williams Virginia Ruano Pascual \| 6 3 \| 6 3 \| \| \| \| 2 \| \| James Blake Tommy Robredo \| 6 3 \| 6 0 \| \| \| \| 3 \| \| Serena Williams / James Blake Virginia Ruano Pascual / Tommy Robredo \| 6 1 \| 6 4 \| \| \| |                                                                                        |                                                                                        |          |     |   |  |
| |                                                                                        |                                                                                        | 1        | 2   | 3 |  |
| 1 | Stati Uniti (bandiera) · Spagna (bandiera)                                             | Serena Williams Virginia Ruano Pascual                                                 | 6 3      | 6 3 |   |  |
| 2 | Stati Uniti (bandiera) · Spagna (bandiera)                                             | James Blake Tommy Robredo                                                              | 6 3      | 6 0 |   |  |
| 3 | Stati Uniti (bandiera) · Spagna (bandiera)                                             | Serena Williams / James Blake Virginia Ruano Pascual / Tommy Robredo                   | 6 1      | 6 4 |   |  |

### Stati Uniti vs. Uzbekistan
| Stati Uniti 3 | Burswood Entertainment Complex, Perth 28 dicembre 2002 - 4 gennaio 2003 Cemento indoor | Burswood Entertainment Complex, Perth 28 dicembre 2002 - 4 gennaio 2003 Cemento indoor | Uzbekistan 0 |     |     |  |
| \| \| \| \| 1 \| 2 \| 3 \| \| \| - \| \| --------------------------------------------------------------- \| --- \| --- \| --- \| \| \| 1 \| \| Serena Williams Iroda Tulyaganova \| 6 3 \| 6 2 \| \| \| \| 2 \| \| James Blake Oleg Ogorodov \| 2 6 \| 7 5 \| 6 1 \| \| \| 3 \| \| Serena Williams / James Blake Iroda Tulyaganova / Oleg Ogorodov \| 6 3 \| 6 1 \| \| \| |                                                                                        |                                                                                        |              |     |     |  |
| |                                                                                        |                                                                                        | 1            | 2   | 3   |  |
| 1 | Stati Uniti (bandiera) · Uzbekistan (bandiera)                                         | Serena Williams Iroda Tulyaganova                                                      | 6 3          | 6 2 |     |  |
| 2 | Stati Uniti (bandiera) · Uzbekistan (bandiera)                                         | James Blake Oleg Ogorodov                                                              | 2 6          | 7 5 | 6 1 |  |
| 3 | Stati Uniti (bandiera) · Uzbekistan (bandiera)                                         | Serena Williams / James Blake Iroda Tulyaganova / Oleg Ogorodov                        | 6 3          | 6 1 |     |  |

## Gruppo B

### Classifica
- Australia - Alicia Molik and Lleyton Hewitt (round robin record: 3-0; vittorie-sconfitte record: 8-1)
- Rep. Ceca - Dája Bedáňová and Jiří Novák (round robin record: 2-1; 5-4)
- Italia - Silvia Farina Elia and Davide Sanguinetti (round robin record: 0-3; match vittorie-sconfitte record: 1-8)
- Slovacchia - Daniela Hantuchová and Dominik Hrbatý (round robin record: 1-2; match vittorie-sconfitte record: 4-5)

### Australia vs. Repubblica Ceca
| Australia 2 | Burswood Entertainment Complex, Perth 28 dicembre 2002 - 4 gennaio 2003 Cemento indoor | Burswood Entertainment Complex, Perth 28 dicembre 2002 - 4 gennaio 2003 Cemento indoor | Rep. Ceca 1 |     |     |  |
| \| \| \| \| 1 \| 2 \| 3 \| \| \| - \| \| -------------------------------------------------------- \| --- \| --- \| --- \| \| \| 1 \| \| Alicia Molik Dája Bedáňová \| 7 6 \| 7 5 \| \| \| \| 2 \| \| Lleyton Hewitt Jiří Novák \| 2 6 \| 6 3 \| 3 6 \| \| \| 3 \| \| Alicia Molik / Lleyton Hewitt Dája Bedáňová / Jiří Novák \| 4 6 \| 7 5 \| 7 6 \| \| |                                                                                        |                                                                                        |             |     |     |  |
| |                                                                                        |                                                                                        | 1           | 2   | 3   |  |
| 1 | Australia (bandiera) · Rep. Ceca (bandiera)                                            | Alicia Molik Dája Bedáňová                                                             | 7 6         | 7 5 |     |  |
| 2 | Australia (bandiera) · Rep. Ceca (bandiera)                                            | Lleyton Hewitt Jiří Novák                                                              | 2 6         | 6 3 | 3 6 |  |
| 3 | Australia (bandiera) · Rep. Ceca (bandiera)                                            | Alicia Molik / Lleyton Hewitt Dája Bedáňová / Jiří Novák                               | 4 6         | 7 5 | 7 6 |  |

### Australia vs. Italia
| Australia 3 | Burswood Entertainment Complex, Perth 28 dicembre 2002 - 4 gennaio 2003 Cemento indoor | Burswood Entertainment Complex, Perth 28 dicembre 2002 - 4 gennaio 2003 Cemento indoor | Italia 0 |     |   |     |
| \| \| \| \| 1 \| 2 \| 3 \| \| \| - \| \| --------------------------------------------------------------------- \| --- \| --- \| - \| --- \| \| 1 \| \| Alicia Molik Silvia Farina Elia \| 6 3 \| 6 4 \| \| \| \| 2 \| \| Lleyton Hewitt Davide Sanguinetti \| 6 3 \| 6 1 \| \| \| \| 3 \| \| Alicia Molik / Lleyton Hewitt Silvia Farina Elia / Davide Sanguinetti \| \| \| \| w/o \| |                                                                                        |                                                                                        |          |     |   |     |
| |                                                                                        |                                                                                        | 1        | 2   | 3 |     |
| 1 | Australia (bandiera) · Italia (bandiera)                                               | Alicia Molik Silvia Farina Elia                                                        | 6 3      | 6 4 |   |     |
| 2 | Australia (bandiera) · Italia (bandiera)                                               | Lleyton Hewitt Davide Sanguinetti                                                      | 6 3      | 6 1 |   |     |
| 3 | Australia (bandiera) · Italia (bandiera)                                               | Alicia Molik / Lleyton Hewitt Silvia Farina Elia / Davide Sanguinetti                  |          |     |   | w/o |

### Australia vs. Slovacchia
| Australia 3 | Burswood Entertainment Complex, Perth 28 dicembre 2002 - 4 gennaio 2003 Cemento indoor | Burswood Entertainment Complex, Perth 28 dicembre 2002 - 4 gennaio 2003 Cemento indoor | Slovacchia 0 |     |   |  |
| \| \| \| \| 1 \| 2 \| 3 \| \| \| - \| \| ----------------------------------------------------------------- \| --- \| --- \| - \| \| \| 1 \| \| Alicia Molik Daniela Hantuchová \| 6 4 \| 6 2 \| \| \| \| 2 \| \| Lleyton Hewitt Dominik Hrbatý \| 6 2 \| 6 0 \| \| \| \| 3 \| \| Alicia Molik / Lleyton Hewitt Daniela Hantuchová / Dominik Hrbatý \| 7 6 \| 7 6 \| \| \| |                                                                                        |                                                                                        |              |     |   |  |
| |                                                                                        |                                                                                        | 1            | 2   | 3 |  |
| 1 | Australia (bandiera) · Slovacchia (bandiera)                                           | Alicia Molik Daniela Hantuchová                                                        | 6 4          | 6 2 |   |  |
| 2 | Australia (bandiera) · Slovacchia (bandiera)                                           | Lleyton Hewitt Dominik Hrbatý                                                          | 6 2          | 6 0 |   |  |
| 3 | Australia (bandiera) · Slovacchia (bandiera)                                           | Alicia Molik / Lleyton Hewitt Daniela Hantuchová / Dominik Hrbatý                      | 7 6          | 7 6 |   |  |

### Repubblica Ceca vs. Italia
| Rep. Ceca 2 | Burswood Entertainment Complex, Perth 28 dicembre 2002 - 4 gennaio 2003 Cemento indoor | Burswood Entertainment Complex, Perth 28 dicembre 2002 - 4 gennaio 2003 Cemento indoor | Italia 1 |     |     |  |
| \| \| \| \| 1 \| 2 \| 3 \| \| \| - \| \| ------------------------------------------------------------------ \| --- \| --- \| --- \| \| \| 1 \| \| Dája Bedáňová Silvia Farina Elia \| 4 6 \| 6 2 \| 2 6 \| \| \| 2 \| \| Jiří Novák Davide Sanguinetti \| 6 7 \| 7 5 \| 7 5 \| \| \| 3 \| \| Dája Bedáňová / Jiří Novák Silvia Farina Elia / Davide Sanguinetti \| 6 3 \| 6 3 \| \| \| |                                                                                        |                                                                                        |          |     |     |  |
| |                                                                                        |                                                                                        | 1        | 2   | 3   |  |
| 1 | Rep. Ceca (bandiera) · Italia (bandiera)                                               | Dája Bedáňová Silvia Farina Elia                                                       | 4 6      | 6 2 | 2 6 |  |
| 2 | Rep. Ceca (bandiera) · Italia (bandiera)                                               | Jiří Novák Davide Sanguinetti                                                          | 6 7      | 7 5 | 7 5 |  |
| 3 | Rep. Ceca (bandiera) · Italia (bandiera)                                               | Dája Bedáňová / Jiří Novák Silvia Farina Elia / Davide Sanguinetti                     | 6 3      | 6 3 |     |  |

### Repubblica Ceca vs. Slovacchia
| Rep. Ceca 2 | Burswood Entertainment Complex, Perth 28 dicembre 2002 - 4 gennaio 2003 Cemento indoor | Burswood Entertainment Complex, Perth 28 dicembre 2002 - 4 gennaio 2003 Cemento indoor | Slovacchia 1 |     |     |  |
| \| \| \| \| 1 \| 2 \| 3 \| \| \| - \| \| -------------------------------------------------------------- \| --- \| --- \| --- \| \| \| 1 \| \| Dája Bedáňová Daniela Hantuchová \| 3 6 \| 6 4 \| 6 1 \| \| \| 2 \| \| Jiří Novák Dominik Hrbatý \| 7 6 \| 5 7 \| 6 3 \| \| \| 3 \| \| Dája Bedáňová / Jiří Novák Daniela Hantuchová / Dominik Hrbatý \| 7 5 \| 6 7 \| 6 7 \| \| |                                                                                        |                                                                                        |              |     |     |  |
| |                                                                                        |                                                                                        | 1            | 2   | 3   |  |
| 1 | Rep. Ceca (bandiera) · Slovacchia (bandiera)                                           | Dája Bedáňová Daniela Hantuchová                                                       | 3 6          | 6 4 | 6 1 |  |
| 2 | Rep. Ceca (bandiera) · Slovacchia (bandiera)                                           | Jiří Novák Dominik Hrbatý                                                              | 7 6          | 5 7 | 6 3 |  |
| 3 | Rep. Ceca (bandiera) · Slovacchia (bandiera)                                           | Dája Bedáňová / Jiří Novák Daniela Hantuchová / Dominik Hrbatý                         | 7 5          | 6 7 | 6 7 |  |

### Slovacchia vs. Italia
| Slovacchia 3 | Burswood Entertainment Complex, Perth 28 dicembre 2002 - 4 gennaio 2003 Cemento indoor | Burswood Entertainment Complex, Perth 28 dicembre 2002 - 4 gennaio 2003 Cemento indoor | Italia 0 |     |   |  |
| \| \| \| \| 1 \| 2 \| 3 \| \| \| - \| \| --------------------------------------------------------------------------- \| --- \| --- \| - \| \| \| 1 \| \| Daniela Hantuchová Silvia Farina Elia \| 6 4 \| 6 3 \| \| \| \| 2 \| \| Dominik Hrbatý Davide Sanguinetti \| 6 3 \| 7 6 \| \| \| \| 3 \| \| Daniela Hantuchová / Dominik Hrbatý Silvia Farina Elia / Davide Sanguinetti \| 8 3 \| \| \| \| |                                                                                        |                                                                                        |          |     |   |  |
| |                                                                                        |                                                                                        | 1        | 2   | 3 |  |
| 1 | Slovacchia (bandiera) · Italia (bandiera)                                              | Daniela Hantuchová Silvia Farina Elia                                                  | 6 4      | 6 3 |   |  |
| 2 | Slovacchia (bandiera) · Italia (bandiera)                                              | Dominik Hrbatý Davide Sanguinetti                                                      | 6 3      | 7 6 |   |  |
| 3 | Slovacchia (bandiera) · Italia (bandiera)                                              | Daniela Hantuchová / Dominik Hrbatý Silvia Farina Elia / Davide Sanguinetti            | 8 3      |     |   |  |

## Finale

### Stati Uniti vs. Australia
| Stati Uniti 3 | Burswood Entertainment Complex, Perth 28 dicembre 2002 - 4 gennaio 2003 Cemento indoor | Burswood Entertainment Complex, Perth 28 dicembre 2002 - 4 gennaio 2003 Cemento indoor | Australia 0 |     |   |  |
| \| \| \| \| 1 \| 2 \| 3 \| \| \| - \| \| ----------------------------------------------------------- \| --- \| --- \| - \| \| \| 1 \| \| Serena Williams Alicia Molik \| 6 2 \| 6 3 \| \| \| \| 2 \| \| James Blake Lleyton Hewitt \| 6 3 \| 6 4 \| \| \| \| 3 \| \| Serena Williams / James Blake Alicia Molik / Lleyton Hewitt \| 6 3 \| 6 2 \| \| \| |                                                                                        |                                                                                        |             |     |   |  |
| |                                                                                        |                                                                                        | 1           | 2   | 3 |  |
| 1 | Stati Uniti (bandiera) · Australia (bandiera)                                          | Serena Williams Alicia Molik                                                           | 6 2         | 6 3 |   |  |
| 2 | Stati Uniti (bandiera) · Australia (bandiera)                                          | James Blake Lleyton Hewitt                                                             | 6 3         | 6 4 |   |  |
| 3 | Stati Uniti (bandiera) · Australia (bandiera)                                          | Serena Williams / James Blake Alicia Molik / Lleyton Hewitt                            | 6 3         | 6 2 |   |  |

## Campioni
| Vincitori della Hopman Cup 2003 |
| ------------------------------- |
| Stati Uniti (2º titolo)         |